# Estêvão Ladislau I da Sérvia
Estêvão Ladislau I (cirílico sérvio: Стефан Владислав; c. 1198 - após 1264) foi o rei da Sérvia de 1234 a 1243. Era o filho do meio de Estêvão, o primeiro coroado da dinastia nemânica, que governou a Sérvia de 1196 a 1228. Radoslau, filho mais velho de Estêvão, o Primeiro-Coroado, foi deposto pela nobreza sérvia devido ao aumento da influência epirota através de sua aliança de casamento com Teodoro Comneno Ducas. Ladislau foi indicado como seu sucessor. Ele é comemorado como São Ladislau pela Igreja Ortodoxa Sérvia.
Durante o reinado de Ladislau, seu tio Arcebispo Sava foi em peregrinação e morreu na Bulgária, a caminho de casa. Ladislau obteve os restos mortais e os enterrou no mosteiro de Mileševa, que ele havia construído para ser o seu local de sepultamento. A Sérvia estava politicamente alinhada com a Bulgária na época, desde que Ladislau casou com Beloslava, filha de Ivan Asen II. Ladislau garantiu Hum, uma província marítima sob ataque de cruzados húngaros.
Após a morte de Ivan Asen II, houve agitação na Sérvia. Os mongóis, liderados por Cadã, invadiram a Hungria e devastaram os Bálcãs, quando a nobreza sérvia se levantou contra Vladislau. Em 1243, ele abdicou em favor de seu irmão mais novo, mas permaneceu o governante de Zeta.
Foi descrito como muito enérgico, confiável e temperamental. A Igreja Ortodoxa Sérvia o venera como santo em 24 de setembro [O.S. 7 de outubro].

## Primeiros anos
Ladislau nasceu por volta de 1198. Seus pais eram o rei Estevão, o primeiro-coroado, e a rainha Eudócia Angelina. Seus irmãos eram Estevão Radoslau (n. 1192) e Predislau (n. 1201), e um meio-irmão mais novo e agnado, Estevão Uresis I (n. 1223). Ele também tinha duas irmãs, sendo Comnena a única cujo nome é conhecido.
O rei Estevão, o primeiro-coroado, que adoeceu, fez votos monásticos e morreu em 1227. Radoslav, o filho mais velho, tornou-se rei e foi coroado em Žiča por seu tio, arcebispo Sava. Os irmãos mais novos de Radoslau, Ladislau e Uresis, receberam feudos. Sava II (Predislav) foi nomeado bispo de Hum logo depois, servindo posteriormente como arcebispo da Sérvia de 1263 a 1270. A Igreja e o estado eram assim controlados pela mesma família e os laços entre os dois continuavam.